# Rafael Rodríguez Barrera
Rafael Rodríguez Barrera (* 1937; † 3. Dezember 2011) war ein mexikanischer Botschafter, Politiker und Rechtsanwalt.

## Leben
Er erbte von Luis Donaldo Colosio den Parteivorsitz der Partido Revolucionario Institucional, als Carlos Salinas de Gortari diesen am 13. April 1992 in sein Regierungskabinett als Minister für Sozialentwicklung berief. Auf Luis Donaldo Colosio fiel 1994 der traditionelle Dedazo, der Fingerzeig mit der Präsident Carlos Salinas de Gortari seinen Nachfolger auswählte.
Von 1996 bis 1999 war Rafael Rodríguez Barrera Generaldirektor für religiöse Angelegenheiten.
Sein Stellvertreter in dieser Funktion war Jorge García Zubieta. Dieser wurde von 1993 bis 1995, als Rafael Rodríguez Barrera Botschafter in Tel Aviv war in Israel fortgebildet. 1998 war Capitán Jorge García Zubieta, Director de Seguridad Pública del Estado Campeche, der Verbindungsmann zu in Chiapas eingesetzten israelische Militärberatern.
| Vorgänger                 | Amt                                                           | Nachfolger                   |
| ------------------------- | ------------------------------------------------------------- | ---------------------------- |
| Mariano González González | Bürgermeister von Méndez 1952 bis 1954                        | Ismael Guerrero Reyes        |
| Carlos Pérez Cámara       | Gouverneur von Campeche 1973 bis 1979                         | Eugenio Echeverría Castellot |
| Luis Martínez Villicaña   | Minister für Agrarreform 1986 bis 1988                        | Víctor Cervera Pacheco       |
| Luis Donaldo Colosio      | Vorsitzender der PRI 1986 bis 1988                            | Víctor Cervera Pacheco       |
| Ignacio Ríos Navarro      | Mexikanischer Botschafter in Tel Aviv 14. April 1993 bis 1995 | Juan Antonio Mateos Cícero   |